# Bartolomeo Guidobono
Bartolomeo Guidobono (1654–1709) fue un pintor italiano conocido por sus escenas con figuras de aspecto angelical bañadas en una iluminación suave, que muestran la influencia de Corregio. Su estilo elegante era muy popular en Génova. También se le conoce como Prete di Savona (Sacerdote de Savona) o Prete Bartolomeo da Savona (Sacerdote Bartolomeo de Savona). 

## Vida
Guidobono nació en Savona como el hijo de Giovanni Antonio Guidobono, un pintor de mayólica. Su hermano Domenico era un pintor de frescos decorativos. Bartolomeo comenzó como pintor de loza de cerámica con su padre, que trabajaba para la corte real de Saboya.  Luego se fue a trabajar como copista a Parma, Venecia y Génova. 
Guidobono murió en Turín el 4 de enero de 1709,

## Trabajo
Parece haber modelado su estilo en influencias del norte como Gaudenzio Ferrari y Correggio, así como en Caravaggio[cita requerida]. 
Fue admirado por su decoración de partes ornamentales, como flores, frutas y animales. Ayudó a pintar el Palazzo Centurioni en Génova. Pintó una embriaguez de Lot y otros tres temas para la Venta del Palacio Brignole. Su hermano Domenico (1670–1746) ayudó a pintar el Duomo de Turín con una gloria de ángeles.